# Liste des formations géologiques de Mercure
Voici une liste des formations géologiques de Mercure. La liste des cratères de Mercure se trouve dans un article séparé.
La longitude indiquée est la longitude ouest.

## Formations d'albédo
Les régions géographiques de Mercure se distinguant par un albédo élevé ou faible sont appelées formations d'albédo. Le nom d'albédo est aussi le nom secondaire attribué aux quadrangles de Mercure.[Quoi ?][réf. nécessaire]
| Albedo                      | Commentaire                                            |
| Apollonia                   | Nom d'albédo pour le quadrangle d'Hokusai (H-5)        |
| Aurora                      | Nom d'albédo pour le quadrangle de Victoria (H-2)      |
| Australia                   | Nom d'albédo pour le quadrangle de Bach (H-15)         |
| Borea                       | Nom d'albédo pour le quadrangle de Borealis (H-1)      |
| Caduceata                   | Nom d'albédo pour le quadrangle de Shakespeare (H-3)   |
| Cyllene                     | Nom d'albédo pour le quadrangle de Debussy (H-14)      |
| Gallia                      |                                                        |
| Heliocaminus                |                                                        |
| Hesperis                    |                                                        |
| Liguria                     | Nom d'albédo pour le quadrangle de Raditladi (H-4)     |
| Pentas                      |                                                        |
| Phaethontias                | Nom d'albédo pour le quadrangle de Tolstoj (H-8)       |
| Pieria                      | Nom d'albédo pour le quadrangle de Derain (H-10)       |
| Pleias Gallia               |                                                        |
| Solitudo Admetei            |                                                        |
| Solitudo Alarum             |                                                        |
| Solitudo Aphrodites         |                                                        |
| Solitudo Argiphontae        |                                                        |
| Solitudo Atlantis           |                                                        |
| Solitudo Criophori          | Nom d'albédo pour le quadrangle d'Eminescu (H-9)       |
| Solitudo Helii              |                                                        |
| Solitudo Hermae Trismegisti | Nom d'albédo pour le quadrangle de Discovery (H-11)    |
| Solitudo Horarum            |                                                        |
| Solitudo Iovis              |                                                        |
| Solitudo Lycaonis           | Nom d'albédo pour le quadrangle de Beethoven (H-7)     |
| Solitudo Maiae              |                                                        |
| Solitudo Martis             |                                                        |
| Solitudo Neptuni            |                                                        |
| Solitudo Persephones        | Nom d'albédo pour le quadrangle de Neruda (H-13)       |
| Solitudo Phoenicis          |                                                        |
| Solitudo Promethei          | Nom d'albédo pour le quadrangle de Michelangelo (H-12) |
| Tricrena                    | Nom d'albédo pour le quadrangle de Kuiper (H-6)        |

## Chaînes de cratères (catenae)
Les chaînes de cratères (ou catenae) de Mercure portent le nom d'un radiotélescope.
| Catena           | Éponymie                                      | Diamètre (en km) | Latitude | Longitude |
| Arecibo Catena   | Radiotélescope d'Arecibo, à Puerto Rico.      | 139.79           | -27.58   | 28.29     |
| Goldstone Catena | Radiotélescope de Goldstone, en Californie.   | 102              | -15.62   | 32.02     |
| Haystack Catena  | Observatoire Haystack, dans le Massachusetts. | 274              | 4.42     | 46.48     |

## Cratères
Les cratères de Mercure portent le nom d'un écrivain ou d'un artiste célèbre.

## Crêtes (dorsa)
Les crêtes (ou dorsa) de Mercure portent le nom d'un astronome ayant étudié la planète.
| Crête               | Éponymie              | Diamètre (en km) | Latitude | Longitude |
| Antoniadi Dorsum    | Eugène Antoniadi      | 359.4            | 27.2     | 29.65     |
| Schiaparelli Dorsum | Giovanni Schiaparelli | 374              | 23.26    | 164.3     |

## Escarpements (rupes)
Les escarpements (ou rupes) de Mercure portent le nom du navire d'un explorateur.
| Escarpement        | Éponymie | Latitude | Longitude |
| Adventure Rupes    | HMS Adventure, navire britannique ayant participé à la deuxième expédition de James Cook.                                  | -65.1    | 65.5      |
| Alvin Rupes        | Alvin (DSV-2), sous-marin de poche américain d'exploration des abysses.                                                    | 8.3      | 208.6     |
| Astrolabe Rupes    | L'Astrolabe, navire français de Jules Dumont d'Urville, exploration de l'Antarctique.                                      | -42.6    | 70.7      |
| Beagle Rupes       | HMS Beagle, navire sur lequel embarqua Charles Darwin.                                                                     | -1.9     | 258.89    |
| Belgica Rupes      | Belgica, navire belge, premier à hiverner en Antarctique.                                                                  | -50.5    | 296.3     |
| Blossom Rupes      | HMS Blossom, navire britannique de Frederick William Beechey.                                                              | -3.0     | 270.2     |
| Calypso Rupes      | Calypso, navire océanographique français du commandant Cousteau.                                                           | 19.5     | 316.5     |
| Carnegie Rupes     | Carnegie, navire océanographique américain, relevés magnétiques.                                                           | 58.5     | 53.3      |
| Discovery Rupes    | HMS Discovery, navire britannique ayant participé à la troisième expédition de James Cook.                                 | -56.3    | 38.3      |
| Duyfken Rupes      | Duyfken, navire néerlandais de Willem Janszoon, premier Européen connu à avoir vu la côte de l'Australie.                  | -21.4    | 131.8     |
| Eltanin Rupes      | USNS Eltanin, navire océanographique américain brise-glace.                                                                | -74.8    | 269.2     |
| Endeavour Rupes    | HMS Endeavour, navire britannique de James Cook, première expédition.                                                      | 37.5     | 31.3      |
| Enterprise Rupes   | USS Enterprise, navire américain, exploration du Mississippi, de l'Amazone et du Rio Madeira.                              | -36.5    | 283.5     |
| Fram Rupes         | Fram, navire norvégien de Fridtjof Nansen, Otto Sverdrup et Roald Amundsen, exploration de l'Arctique et de l'Antarctique. | -56.9    | 93.3      |
| Gjöa Rupes         | Gjøa, navire norvégien de Roald Amundsen, premier à avoir franchi le passage du Nord-Ouest.                                | -66.7    | 159.3     |
| Heemskerck Rupes   | Heemskerck, navire néerlandais d'Abel Tasman, exploration de l'Australie et de la Nouvelle-Zélande.                        | 25.9     | 125.3     |
| Hero Rupes         | Hero, navire américain de Nathaniel Palmer, exploration de la côte Antarctique.                                            | -58.4    | 171.4     |
| La Duaphine Rupes  | La Dauphine, navire français de Giovanni da Verrazzano, découvreur de la baie de New York.                                 | 66.3     | 26.6      |
| Mirni Rupes        | Mirny, navire russe de Mikhaïl Lazarev, exploration de l'Antarctique.                                                      | -37.3    | 39.9      |
| Nautilus Rupes     | EV Nautilus, navire océanographique de Robert Duane Ballard, découvreur des épaves du Titanic et du Bismark.               | -28.2    | 293.3     |
| Palmer Rupes       | RV Nathaniel B. Palmer, navire brise-glace scientifique américain.                                                         | -26.3    | 106.6     |
| Paramour Rupes     | HMS Paramour, navire britannique d'Edmond Halley.                                                                          | -0.1     | 212.5     |
| Pourquoi-Pas Rupes | Pourquoi-Pas ? IV, navire français de Jean-Baptiste Charcot lors de sa seconde expédition antarctique.                     | -58.1    | 156       |
| Resolution Rupes   | HMS Resolution, navire britannique de James Cook, deuxième et troisième expéditions dans le Pacifique.                     | -63.8    | 51.7      |
| Santa María Rupes  | Santa María, caraque de Christophe Colomb, découverte de l'Amérique.                                                       | 5.5      | 19.7      |
| Terror Rupes       | HMS Terror, navire britannique, exploration de l'Arctique et de l'Antarctique.                                             | -72.1    | 275.7     |
| Unity Rupes        | HMS Unity, navire britannique sur lequel navigua Edmond Halley pour Saint-Hélène.                                          | 27.1     | 275.1     |
| Victoria Rupes     | Victoria, navire espagnol de Ferdinand Magellan, premier voyage autour du monde.                                           | 50.9     | 31.1      |
| Vostok Rupes       | Vostok, navire russe de Fabian von Bellingshausen, exploration de l'Antarctique.                                           | -37.7    | 19.5      |
| Zarya Rupes        | Zarya, navire à voile et à moteur russe, étude du champ magnétique terrestre.                                              | -42.8    | 20.5      |
| Zeehaen Rupes      | Zeehaen, navire néerlandais d'Abel Tasman, exploration de l'Australie et de la Nouvelle-Zélande.                           | 51       | 157       |

## Facules (faculae)
Les facules (ou faculae) de Mercure sont nommées d'après le mot "serpent" dans différentes langues.
| Facule           | Origine du nom               | Diamètre (en km) | Latitude | Longitude |
| Abeeso Facula    | Serpent en somali            | 32               | 21.7     | 214.6     |
| Agwo Facula      | Serpent en igbo              | 50               | 22.4     | 213.7     |
| Amaru Facula     | Serpent en quechua           | 45               | -49.8    | 349.5     |
| Bibilava Faculae | Serpent en malgache          | 100              | 16.4     | 202.8     |
| Bitin Facula     | Serpent en cebuano           | 39               | -51.55   | 28.45     |
| Ejo Faculae      | Serpent en yoruba            | 115              | 14.5     | 200.5     |
| Gata Facula      | Serpent en fidjien et samoan | 55               | -52.9    | 321.4     |
| Havu Facula      | Serpent en kannada           | 23               | -52.22   | 28.45     |
| Ibab Facula      | Serpent en amharique         | 13               | 14.5     | 199.2     |
| Inyoka Faculae   | Serpent en zoulou et xhosa   | 130              | 14       | 197.7     |
| Maciji Facula    | Serpent en haoussa           | 29               | 14.9     | 196       |
| Nākahi Facula    | Serpent en maori             | 64               | -52.7    | 342.2     |
| Nathair Facula   | Serpent en irlandais         | 270              | 36       | 295.5     |
| Neidr Facula     | Serpent en gallois           | 90               | 35.9     | 302.7     |
| Nzoka Facula     | Serpent en kamba             | 20               | 15.4     | 194.7     |
| Orm Faculae      | Serpent en suédois           | 125              | 26.58    | 59.68     |
| Pampu Facula     | Serpent en tamoul            | 120.44           | -57.76   | 31.79     |
| Sarpa Facula     | Serpent en cingalais         | 39               | -53.07   | 30.87     |
| Slang Faculae    | Serpent en afrikaans         | 204              | 24.5     | 179.3     |
| Suge Facula      | Serpent en basque            | 32               | 26.1     | 300.4     |
| Thueban Facula   | Serpent en arabe             | 25               | 48.7     | 200.5     |
| Ular Facula      | Serpent en malais            | 41               | -55.1    | 29.95     |

## Fossae
La fossa (pluriel : fossae) est une dépression linéaire encaissée ou une vallée longue et étroite. Sur Mercure, les fossae portent le nom d'un monument architectural.
| Fossa            | Éponymie            | Diamètre (en km) | Latitude | Longitude |
| Borobudur Fossae | Temple de Borobudur | 395              | -32.77   | 271.5     |
| Pantheon Fossae  | Panthéon            | 311              | 30.19    | 197.17    |

## Monts (montes)
Les monts de Mercure sont appelés montes.
| Mont           | Origine du nom                             | Diamètre (en km) | Latitude | Longitude |
| Caloris Montes | Signifie « monts de la Chaleur » en latin. | 1023             | 31.46    | 174.15    |

## Plaines (planitiae)
Les plaines de Mercure sont appelées planitiae et portent un nom associé à la mythologie et à Mercure.
| Plaine             | Origine du nom                             | Diamètre (en km) | Latitude | Longitude |
| Apārangi Planitia  | Mercure en maori                           | 1077             | 6.7      | 289.38    |
| Borealis Planitia  | Signifie « Plaine du Nord » en latin       | 3450             | 67.3     | 327.4     |
| Budh Planitia      | Mercure en hindi                           | 816              | 19.52    | 150.46    |
| Caloris Planitia   | Signifie « Plaine de la Chaleur » en latin | 1500             | 31.65    | 198.02    |
| Lugus Planitia     | Du dieu gaulois Lug                        | 574              | -6.24    | 98.66     |
| Mearcair Planitia  | Mercure en irlandais                       | 1175             | 31.4     | 227.9     |
| Odin Planitia      | Du dieu nordique Odin                      | 473              | 23.6     | 169.86    |
| Otaared Planitia   | Mercure en arabe                           | 470              | 18.26    | 337.61    |
| Papsukkal Planitia | Du dieu mésopotamien Papsukkal             | 810              | -16.25   | 271.63    |
| Sihtu Planitia     | Mercure en babylonien                      | 565              | -2.82    | 55.57     |
| Sobkou Planitia    | Du dieu égyptien Sobek                     | 1128             | 39       | 128.02    |
| Stilbon Planitia   | Mercure en grec ancien                     | 1550             | 57.54    | 209.61    |
| Suisei Planitia    | Mercure en japonais                        | 569              | 60.88    | 147.81    |
| Tir Planitia       | Mercure en persan                          | 754              | -1.04    | -1.04     |
| Turms Planitia     | Du dieu étrusque Turms                     | 622              | -31.05   | 350.81    |
| Utaridi Planitia   | Mercure en swahili                         | 930              | -65.5    | 270.17    |

## Plateau (planum)
Un planum (pluriel : plana) est une haute plaine, un plateau.
| Plateau         | Origine du nom               | Diamètre (en km) | Latitude | Longitude |
| Catuilla Planum | Mercure en quechua des Incas | 735              | -8.78    | 245.78    |

## Vallées (valles)
Les vallées (ou valles) de Mercure portent le nom d'anciennes cités disparues.
| Vallée         | Éponymie                                 | Diamètre (en km) | Latitude | Longitude |
| Angkor Vallis  | Angkor, ancienne cité khmer              | 94.96            | 57.28    | 245.96    |
| Cahokia Vallis | Cahokia, ancienne cité amérindienne      | 77               | 65.55    | 233.06    |
| Caral Vallis   | Caral, ancienne cité précolombienne      | 64               | 62.66    | 230.71    |
| Paestum Vallis | Paestum, ancienne cité grecque en Italie | 96               | 60.28    | 233.96    |
| Timgad Vallis  | Timgad, ancienne cité romaine en Afrique | 116              | 60.88    | 243.56    |

## Cratères fantômes (palimpsestes)
Mercure présente des cratères fantômes partiellement d'origine tectonique, uniques dans le système solaire, découverts en 2011. Ils sont formés de graben et de dorsum.